# Beniure
Beniure és un poble del terme municipal de Sant Esteve de la Sarga, molt proper, i a llevant, del cap de municipi. És un dels pobles de la Feixa, i havia format part de la baronia de Castellnou de Montsec.
Havia tingut ajuntament propi, creat el 1812 com a desplegament dels preceptes de la Constitució de Cadis. El febrer del 1847 desaparegué com a districte municipal, quan foren suprimits els ajuntaments que tenien menys de 30 veïns (caps de família). En aquell moment fou agregat a Alsamora, que després del 1920 s'anomenà ja Sant Esteve de la Sarga.

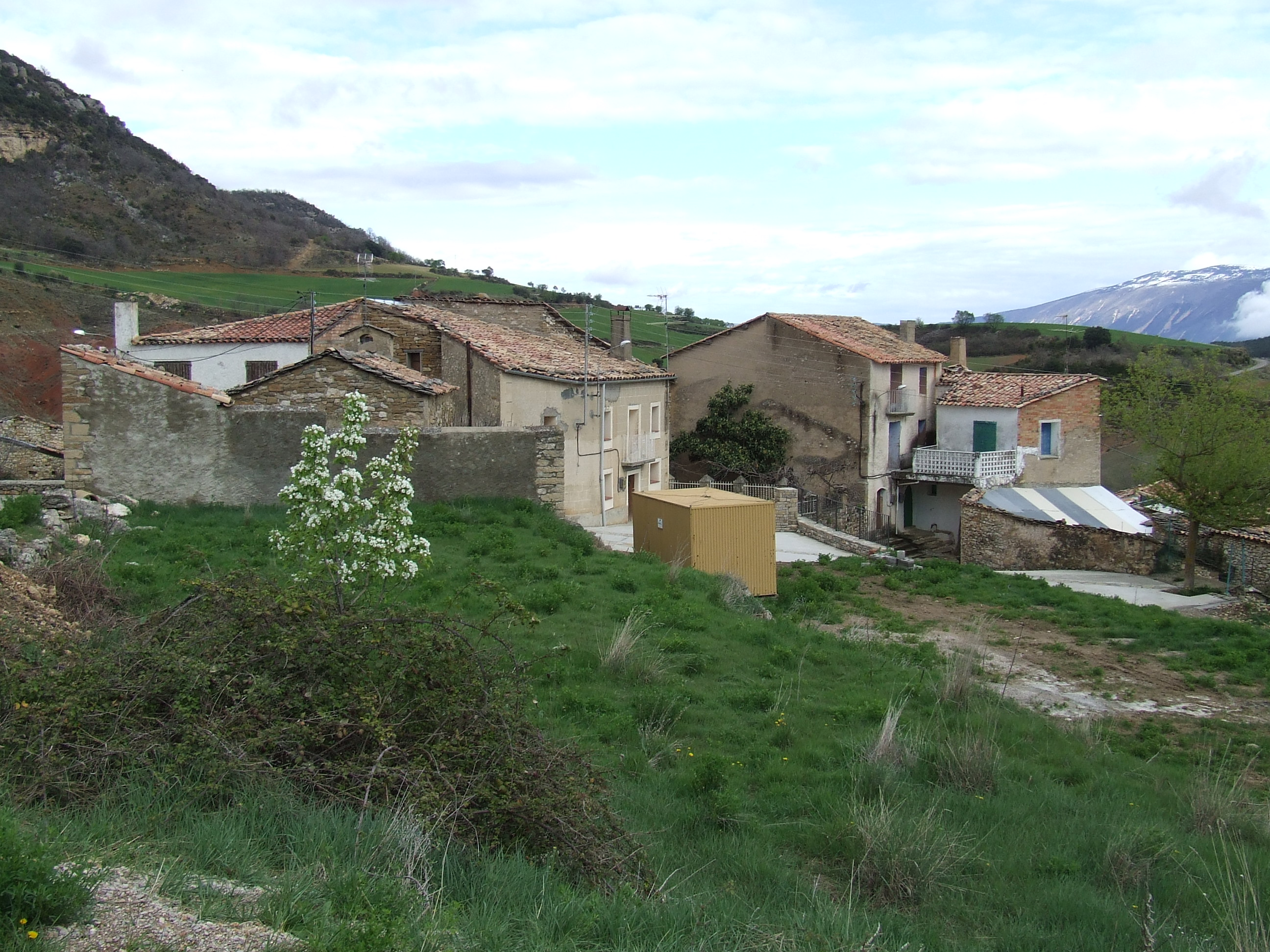
La plaça de Beniure

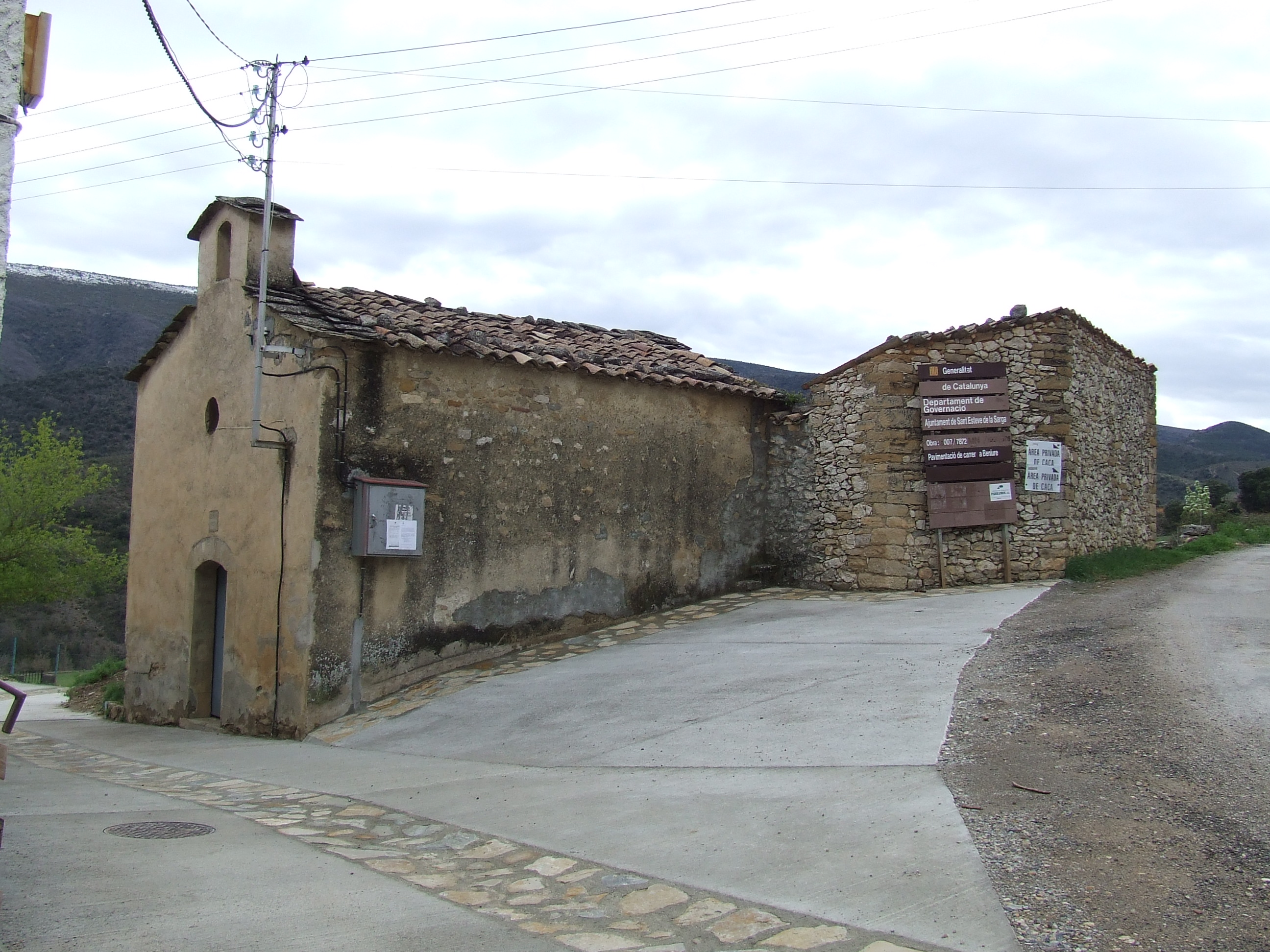
L'església i el cementiri

El lloc havia estat de la pabordia de Mur, però posteriorment passà a mans de la baronia de Castellnou de Montsec.
Té la capella de Sant Roc per a l'assistència religiosa del lloc. És moderna, i a penes s'utilitza, ja que els de Beniure acuden a Moror, per als serveis religiosos.
El 1718 hi consten 22 habitants, i el 1981 en tornava a tenir 22. En l'actualitat (2006), en té només 6.
El Diccionario geográfico... de Pascual Madoz té un article per a Beniure. L'eminent geògraf ens hi informa que Beniure és en el vessant d'un turó que arrecera el poble dels vents de ponent, i el clima hi és saludable. Beniure té un alcalde nomenat directament pels veïns, i el poble està format per 5 cases agrupades, on viuen els 4 veïns (caps de família) i 22 ànimes (habitants). El terreny del terme és en part pla i en part muntanyós, format per terra argilosa i calcària, té bosc que comparteix amb Castellnou, tota la cara nord del montsec va ser replantada de pins fa uns 50 anys, té arbres fruiters i molt bona energia per fer salut i descans.
Vers el 1900, Francesc Carreras Candi, en la seva Geografia informa que Beniure, juntament amb Mont-rebei i el poblament dispers del terme, compta amb 29 cases o albergs (masies). En molts dels censos, Beniure no hi apareix, ja que se'l solia agrupar amb el cap del municipi, atesa la seva proximitat.
El 1900 el senyoriu sobre Beniure corresponia a Ferrer i de Farràs.
Actualment celebra la Festa Major per la Mare de Déu d'Agost, el 15 i 16 d'aquell mes.